# Atelier 5
Pour les articles homonymes, voir Atelier (homonymie).

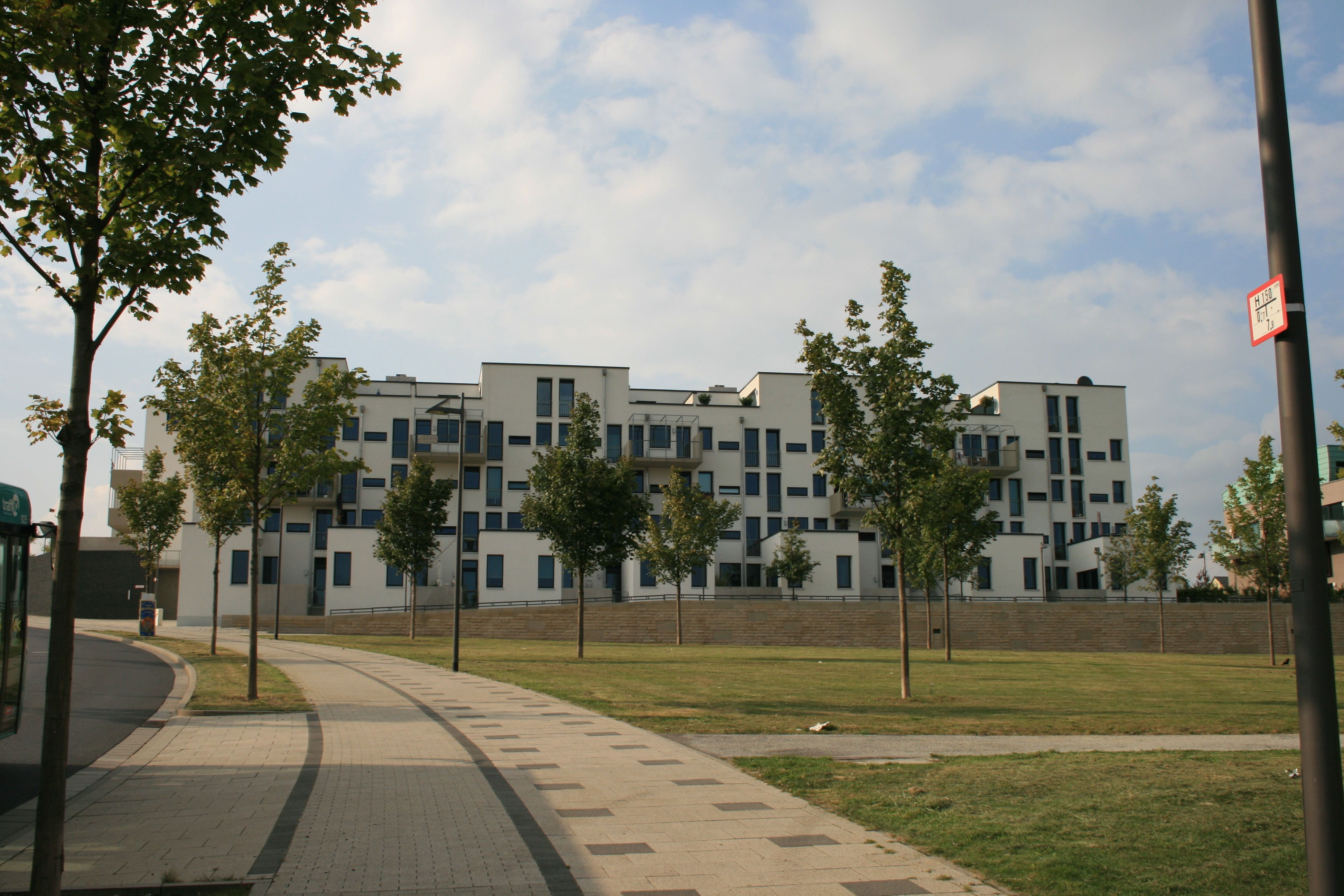
Vue extérieure de l'Atelier 5.

Atelier 5 est un bureau d'architecture et d'urbanisme à Berne (Suisse).
Il est fondé en 1955 par Erwin Fritz, Samuel Gerber, Rolf Hesterberg, Hans Hostettler et Alfredo Pini.

## Principales réalisations
- 1955-1961 Quartier de Halen, Berne
- 1967-1972 Quartier de Thalmatt I, Berne
- 1981-1985 Quartier de Thalmatt II, Berne